# Праздники Приднестровской Молдавской Республики

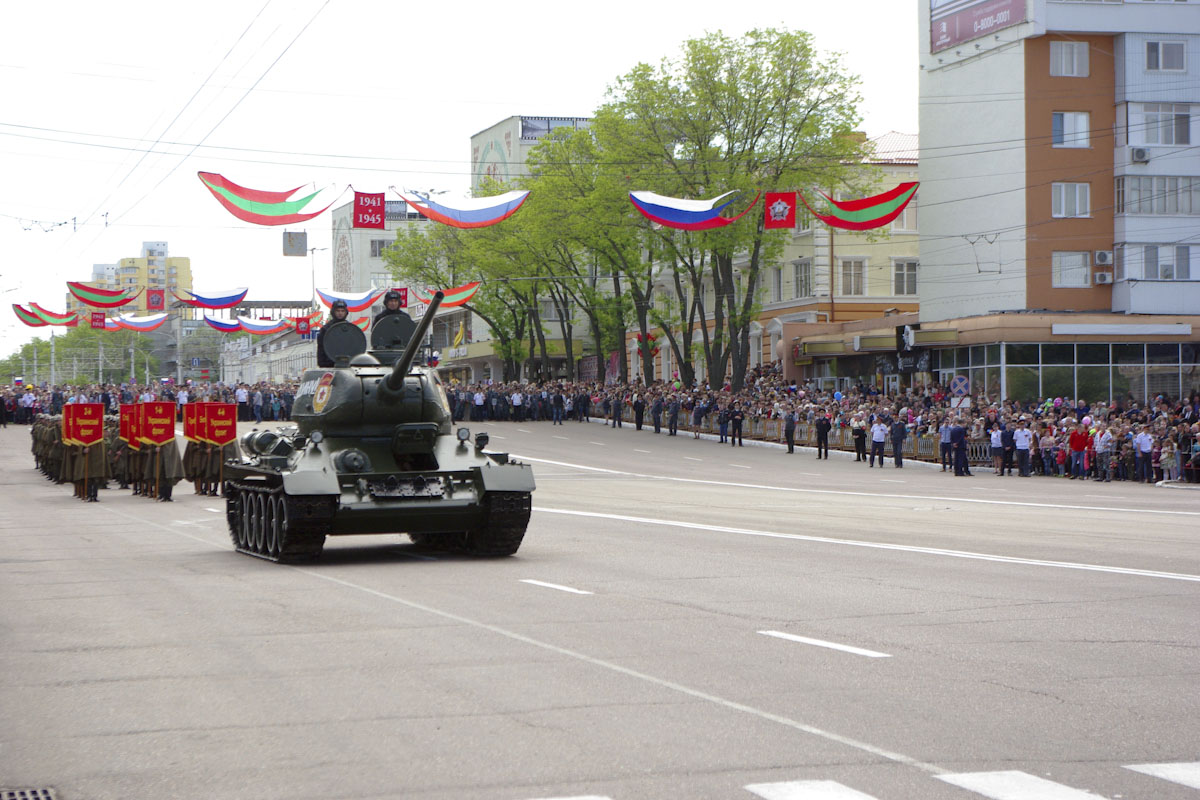
Праздники День Победы в Тирасполь в 2017.

Праздники Приднестровской Молдавской Республики — список официальных государственных праздников, установленные приднестровским правительством. В эти дни правительственные учреждения, офисы иностранных миссионеров и некоторые магазины закрыты. Если праздник попадает на субботу или воскресенье, выходной день переносится на ближайший понедельник.

## Профессиональные праздники и памятные дни
align=center|10 сентября